# Gabrielle de Rochechouart
Pour l’article homonyme, voir Gabrielle de Rochechouart de Mortemart.
Gabrielle de Rochechouart (27 octobre 1530 - 1580 ), dame de Lansac, est une dame du Palais des reines Catherine de Médicis, Élisabeth d'Autriche et Louise de Lorraine-Vaudémont.

## Biographie
Ses parents sont François de Rochechouart (né le 25 décembre 1502), baron de Mortemart, et Renée Taveau, fille unique et héritière de Léon Taveau, baron de Mortemer, et de Jeanne Frotier. Gabrielle est aussi la nièce d'Émeric et d'Albin de Rochechouard, évêques de Sisteron. Sa sœur Madeleine épouse en 1554 Baudouin de Goulaines, le frère de son premier mari.
Gabrielle épouse en premières noces François de Goulaines, seigneur de Martigné-Brittard. Le contrat de mariage est daté du 13 février 1547. Son deuxième mariage, par contrat du 9 mars 1558 , est avec François de Volvire, baron de Ruffec et vicomte du Bois-de-la-Roche, fils de René de Volvire, baron de Ruffec et de Catherine de Montauban. 
Le troisième et dernier mariage de Gabrielle, avec Louis de Saint-Gelais, seigneur de Lansac, a lieu le 8 octobre 1565 . Son époux est le fils naturel du roi François Ier et de sa maîtresse Jacquette de Lansac, épouse d'Alexandre de Saint-Gelais,,,,. Le couple a deux enfants : 
- Charles (1568-1591), seigneur du Précy,
- François (1570-1592), seigneur de Vernou, abbé de saint-Lô, protonotaire du Saint-Siège.

## Portraits

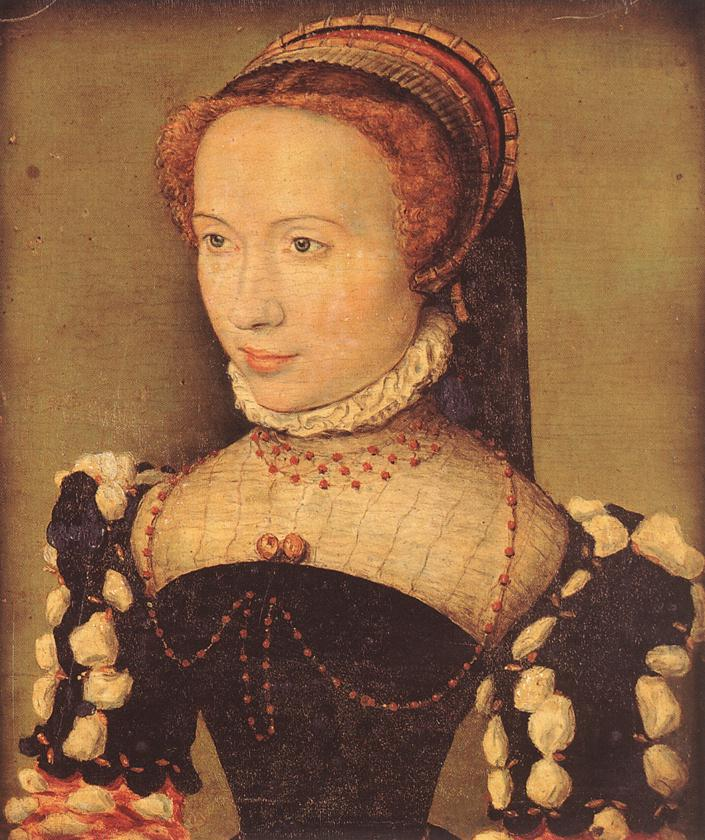
Portrait de Gabrielle de Rochechouart par Corneille de Lyon consrvé au Château de Chantilly.

Comme Catherine de Médicis et les dames d'honneur Fulvia Pico della Mirandola et Louise d'Halluin, Gabrielle de Rochechouart fait l'objet de plusieurs portraits célèbres. Attribués à Corneille de Lyon ou à son atelier, deux sont aujourd'hui au Musée Condé,, tandis qu'un est est conservé à la Frick Collection.